# Кифлом Сиум
Кифлом Сиум — эритрейский легкоатлет, бегун на длинные дистанции. Серебряный призёр чемпионата мира по полумарафону 2012 года в командном первенстве. Бронзовый призёр чемпионата мира по кроссу 2006 года в командном первенстве среди юниоров. В 2010 году на чемпионате мира по кроссу занял 23-е место в личном первенстве и 2-е место в командном зачёте.
На чемпионате мира 2013 года в Москве занял 31-е место в марафоне — 2:20.01.
23 января 2015 года занял 23-е место на Дубайском марафоне — 2:15.37. 